# Babymetal
Babymetal (Eigenschreibweise: BABYMETAL) ist eine japanische Kawaii-Metal-Band. Sie besteht aus den Sängerinnen und Tänzerinnen Suzuka Nakamoto („Su-Metal“), Moa Kikuchi („Moametal“) und Momoko Okazaki („Momometal“), die von einer Begleitband namens Kami Band unterstützt werden. Das Konzept von Babymetal ist eine Fusion der scheinbar widersprüchlichen Genres Metal und J-Pop. Dieser Stil wird als Kawaii Metal (von kawaii, dt. „niedlich“ oder „entzückend“) bezeichnet und enthält unter anderem Elemente von Speed Metal, Death Metal, Black Metal, Industrial Metal und EDM. In Musikvideos und bei Live-Auftritten wird eine komplexe Choreografie präsentiert.
Babymetal wurde 2010 von der Talentagentur Amuse gegründet, war zunächst eine Subgruppe der Idol-Popgruppe Sakura Gakuin und ist seit 2013 eigenständig. Obwohl die Liedtexte fast ausschließlich auf Japanisch gesungen werden, konnte sich die Band auch international etablieren. Neben Nakamoto und Kikuchi gehörte Yui Mizuno („Yuimetal“) ebenfalls der Band an, bis sie diese im Oktober 2018 krankheitsbedingt offiziell verließ. Seit 2023 ergänzt Momoko Okazaki (genannt Momometal) die Gruppe, welche seit 2019 als eine der drei sogenannten „Avengers“ bereits der Gruppe angehörte.

## Geschichte

### Als Teil von Sakura Gakuin (2010–2012)
Kei Kobayashi (auch als „Kobametal“ bekannt), ein Angestellter der Talentagentur Amuse, entwickelte das Konzept von Babymetal im Jahr 2010. Er war seit seiner Jugend ein Fan von Metal-Musik verschiedener Stilrichtungen und wurde auf das Talent von Suzuka Nakamoto aus Hiroshima aufmerksam, die bis März 2009 der von Amuse produzierten Idol-Popgruppe Karen Girl’s angehört hatte und im April 2010 zur neu gegründeten Formation Sakura Gakuin wechselte. Kobayashi hatte die Idee, Metal mit J-Pop zu verschmelzen, wofür er Nakamotos kräftige Gesangsstimme für besonders geeignet hielt. Er begann seine Idee als Teil von Sakura Gakuin in die Tat umzusetzen. Diese Idol-Popgruppe thematisiert den Schulalltag und setzt sich aus mehreren Subgruppen zusammen, die verschiedenen von Schulen organisierten Freizeitaktivitäten nachempfunden sind. Eine dieser Subgruppen war der Jūon-bu (重音部), der „Club für harte Musik“. Diesem Club, dessen Auftritte unter dem Namen Babymetal erfolgen sollten, gehörten neben Nakamoto auch Yui Mizuno aus Kanagawa und Moa Kikuchi aus Nagoya an, die als besonders talentierte Tänzerinnen galten. Keines der drei Mädchen war damals mit Metal vertraut. Sie erhielten die Bühnennamen „Su-metal“, „Yuimetal“ und „Moametal“.
Der erste Auftritt von Babymetal fand am 28. November 2010 in Yokohama statt, im Rahmen des Sakura Gakuin Festival 2010, dem Debütkonzert von Sakura Gakuin. Dabei trugen sie das Lied Doki Doki Morning vor. Es war auf dem im April 2011 erschienenen Album Sakura Gakuin 2010 Nendo: Message enthalten. Jūonbu Records, ein eigens geschaffenes Indie-Sublabel von Toy’s Factory, veröffentlichte Doki Doki Morning am 22. Oktober 2011 zusätzlich als limitierte DVD-Single, die bei Auftritten von Sakura Gakuin erhältlich war. Ein dazu gehörendes, auf YouTube hochgeladenes Musikvideo zog erstmals die Aufmerksamkeit ausländischer Medien auf sich. Im Juli 2011 begann Babymetal an Konzerten von Sakura Gakuin auch das Lied Ijime, Dame, Zettai zu präsentieren.
Am 7. März 2012 veröffentlichte Jūonbu Records die Split-Single Babymetal × Kiba of Akiba, eine Kooperation mit der Alternative-Metal-Band Kiba of Akiba. Sie erreichte Platz 3 der wöchentlichen Oricon-Indie-Charts und Platz 1 des wöchentlichen Indie-Rankings von Tower Records. Nachdem Babymetal am 23. Juni 2012 bei einer Promotionsveranstaltung von Tower Records erstmals das Lied Headbanger präsentiert hatte, folgte am 4. Juli dessen Veröffentlichung als Single. Den ersten eigenständigen Auftritt (also nicht als Teil von Sakura Gakuin) hatte Babymetal drei Wochen später am 21. Juli im Konzertlokal Rockmaykan in Meguro. Im August 2012 traten die drei Mädchen beim Summer Sonic auf. Mit einem Durchschnittsalter von damals 13 Jahren waren sie die Jüngsten, die je bei diesem Rockfestival, einem der bedeutendsten Japans, auf der Bühne standen. Im November 2012 reisten sie nach Singapur zum Anime Festival Asia, wo sie ihren ersten Auftritt außerhalb Japans absolvierten.

### Eigenständigkeit und erstes Album (2013–2015)
Am 9. Januar 2013 hatte die Gruppe ihr Major-Label-Debüt mit der Single Ijime, Dame, Zettai (zu diesem Zweck hatte Toy’s Factory das neue Sublabel BMD Fox Records gegründet). In der ersten Woche stieg die Single auf Platz 6 der Oricon-Charts. Im Frühjahr 2013 machte Nakamoto ihren Abschluss an der Mittelschule und musste damit auch ihren Abschied bei Sakura Gakuin geben. Das Konzept von Sakura Gakuin sieht eigentlich vor, dass die Mitglieder die Gruppe zu diesem Zeitpunkt verlassen müssen, um Platz für jüngere Nachfolgerinnen zu machen. Damit hätte Nakamoto eigentlich auch die Subgruppe Babymetal verlassen und ersetzt werden müssen. Das Management bei Amuse beschloss jedoch, Babymetal wegen des unerwartet großen Erfolgs künftig als eigenständiges, von Sakura Gakuin losgelöstes Projekt weiterzuführen. Das Abschlusskonzert von Babymetal als Teil von Sakura Gakuin fand am 31. März 2013 im Tokyo International Forum statt.
Die zweite Major-Single mit dem Titel Megitsune wurde am 19. Juni 2013 veröffentlicht und erreichte Position 7 in den Oricon-Charts. Von Mai bis Oktober absolvierte Babymetal eine Japan-Tournee, die Auftritte bei verschiedenen Festivals beinhaltete (Metropolitan Rock Festival, Join Alive, Summer Sonic, Rock in Japan und Inazuma Rock Festival), was den Bekanntheitsgrad der Gruppe weiter steigerte. Mitte Oktober waren die Mitglieder von Babymetal die jüngsten Künstlerinnen, die je beim Metal-Festival Loud Park in der Saitama Super Arena aufgetreten waren. Im November 2013 erschien das erste Live-Video namens Live: Legend I, D, Z Apocalypse, das in den Blu-Ray-Charts von Oricon den siebten Platz und unter den Musik-Blu-Rays den zweiten Platz erreichte. Im selben Monat erschien auch ein Promotionsvideo von Babymetal, um für die japanische Premiere des Films Metallica Through the Never zu werben. Am 2. Februar 2014 fand in Taipeh ein gemeinsames Konzert mit der taiwanischen Metalband Chthonic statt.

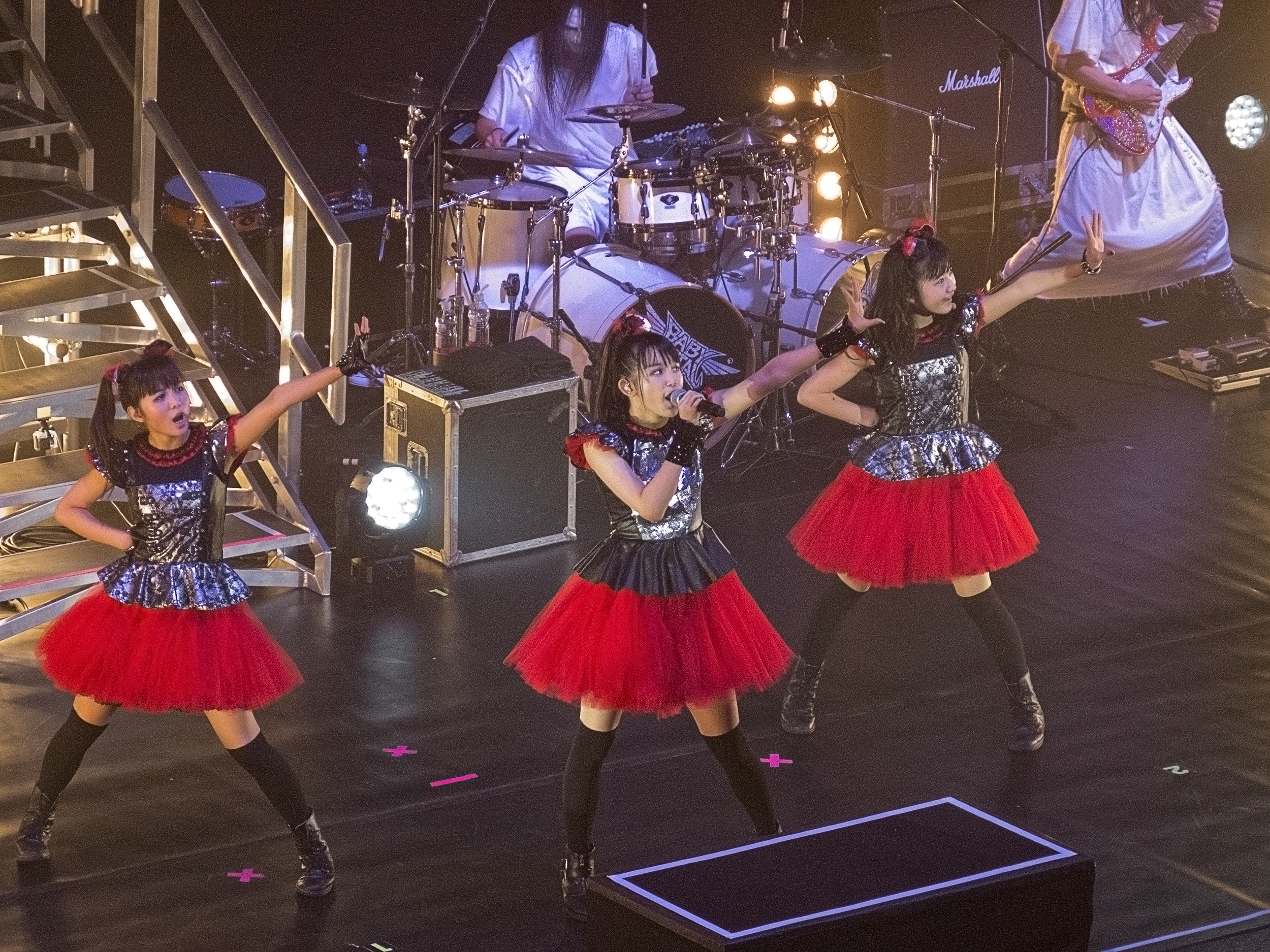
Auftritt in London im November 2014; links Kikuchi, in der Mitte Nakamoto und rechts Mizuno

BMD Fox Records veröffentlichte am 26. Februar 2014 das erste Album der Gruppe. Es hieß Babymetal und umfasste dreizehn Lieder, darunter alle bisher erschienenen Singles. Ebenfalls erhältlich war eine limitierte Edition mit einer zusätzlichen DVD, die Musikvideos, Audiokommentare und Live-Auftritte enthielt. Das Album erhielt durchwegs positive Kritiken und erreichte Platz 4 in den Oricon-Albumcharts, während es in den Albumcharts von Billboard Japan sogar auf Platz 2 stieg. In Deutschland, Großbritannien und den USA erreichte es die Spitzenposition in den Metal-Charts von iTunes. Ein wichtiger Grund für den internationalen Erfolg war das am 3. Februar auf YouTube hochgeladene Musikvideo zum Lied Gimme Chocolate!!, das sich innerhalb kurzer Zeit zu einem viralen Hit entwickelte und mehrere Millionen Mal angeschaut wurde. Als zwei Monate später die Fine Brothers ein Video hochluden, das die erstaunten bzw. geschockten Reaktionen verschiedener bekannter YouTuber auf Babymetal zeigt, verstärkte sich dieser Effekt vor allem außerhalb Japans weiter.
Am 1. und 2. März 2014 trat Babymetal im Budōkan auf. Mit einem Durchschnittsalter von 14½ Jahren waren die drei Mädchen wiederum die Jüngsten, die dort je einen Auftritt gehabt hatten. Die anschließende Welttournee im Sommer 2014 führte die Band erstmals nach Europa und Nordamerika. Unter anderem trat sie beim Sonisphere Festival in Knebworth, bei Heavy Montréal und bei Summer Sonic auf. Im August war sie Vorgruppe von Lady Gaga während ihrer Tour ArtRave: The Artpop Ball im Westen der USA. Zu den weiteren Stationen von Babymetal gehörten der Hammerstein Ballroom in New York City und die Brixton Academy in London. Am 29. Oktober wurde das zweite Live-Video Live: Legend 1999 & 1997 Apocalypse veröffentlicht, mit Aufnahmen von Konzerten in der NHK Hall und in der Makuhari Messe. Beim Konzert in der Brixton Academy präsentierte die Band das neue Lied Road of Resistance. Anfang Januar 2015 wurde bekannt, dass es sich dabei um eine Kooperation mit Sam Totman und Herman Li von der Power-Metal-Band DragonForce handelt. Das Lied erschien kurz darauf als Bonustrack auf der Red Night-Version des Live-Albums Live at Budokan sowie auf der exklusiven Fanclub-Edition The One.
Zwei Jahre nach Nakamoto verließen im März 2015 auch Mizuno und Kikuchi die Gruppe Sakura Gakuin. Die zweite Welttournee von Babymetal führte durch Mexiko, Nordamerika und Europa. Dazu gehörten unter anderem Auftritte bei Rock on the Range, den Reading and Leeds Festivals, Rockavaria, Rock im Revier, Rock in Vienna, Summer Sonic und beim Ozzfest. Das Debütalbum Babymetal wurde im Mai/Juni 2015 erneut veröffentlicht, um der großen Nachfrage im Ausland gerecht zu werden. Mitte Juni 2015, einen Tag vor den Golden Gods Awards von Metal Hammer, trat Babymetal zusammen mit DragonForce als Überraschungsgast beim Download-Festival im Donington Park auf, wo sie zusammen Gimme Chocolate!! spielten. Der Auftritt war kontrovers, da der Promoter Andy Copping zuvor mehrere Male ausdrücklich betont hatte, dass er Babymetal niemals für sein Festival buchen würde. Zu einer weiteren Kooperation kam es im September beim EDM-Festival Ultra Japan in Tokio, als die Band zusammen mit Skrillex ebenfalls den Hit Gimme Chocolate!! vortrug.

### Metal Resistance (2016–2017)
Den Abschluss der zweiten Welttournee bildeten Mitte Dezember 2015 zwei Konzerte in der Yokohama Arena. Unmittelbar nach dem Ende des zweiten Konzerts wurde die bevorstehende Veröffentlichung des zweiten Albums von Babymetal bekanntgegeben, ebenso der Beginn einer neuen Welttournee. Am 25. Februar 2016 erschien das Lied Karate auf YouTube, am darauf folgenden Tag auch als Single. Diese erreichte in den japanischen Billboard-Charts Platz 17. Karate diente außerdem als offizielles Erkennungslied der WWE-Wrestlingshow NXT TakeOver: The End. Das Album Metal Resistance erschien weltweit am 1. April (in Japan drei Tage vorher) und erhielt überwiegend positive Kritiken. Während es in Japan den zweiten Platz der Oricon-Albumcharts belegte, erwies es sich auch als internationaler Erfolg. Beispielsweise erreichte es in Großbritannien Platz 15 der UK Album Charts, gleichbedeutend mit der höchsten Rangierung einer japanischen Band überhaupt. In den USA erreichte Metal Resistance Platz 39 der Billboard 200 und Platz 7 der Digital-Albumcharts; die Platzierung in den Billboard 200 war die höchste einer japanischen Veröffentlichung seit Sukiyaki and Other Japanese Hits von Kyū Sakamoto im Jahr 1963. Selbst in Deutschland, wo alle Babymetal-Musikvideos wegen einer fehlenden urheberrechtlichen Vereinbarung mit der GEMA bis 2017 auf YouTube blockiert waren, stieg das Album auf Platz 36.

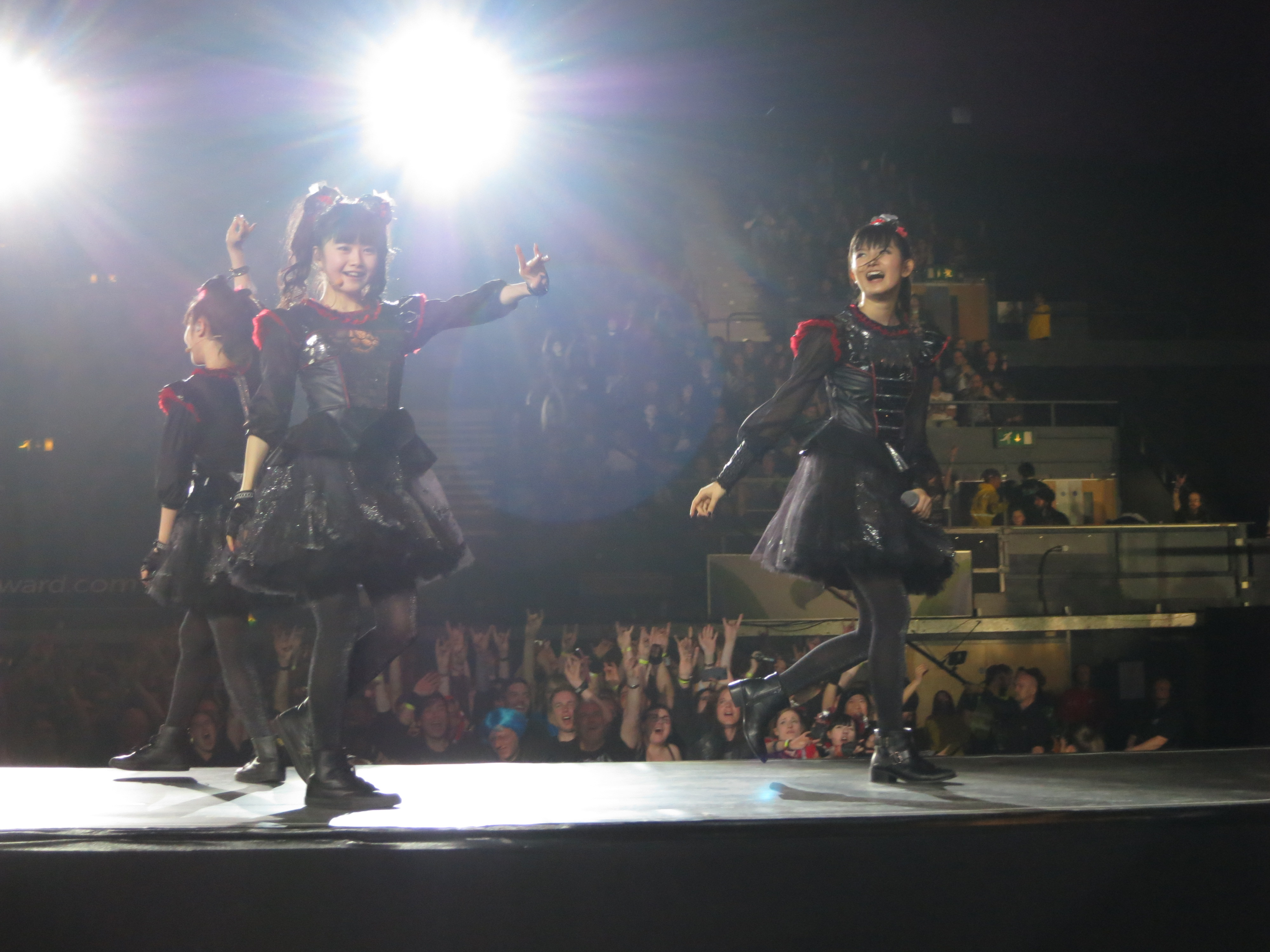
Auftritt in der Wembley Arena (April 2016)

Einen Tag nach der Album-Veröffentlichung begann am 2. April die dritte Welttournee. Das Eröffnungskonzert fand in London in der Wembley Arena statt, womit Babymetal die erste japanische Band war, die dort als Headliner auftrat. Metal Hammer berichtete, dass der Verkaufsrekord für Fanartikel in dieser renommierten Konzerthalle gebrochen worden sei, ohne jedoch genaue Zahlen zu nennen. Um die Publizität in den USA weiter zu steigern, trat die Band am 5. April in New York in der Fernsehsendung The Late Show with Stephen Colbert auf, wo sie live Gimme Chocolate!! spielte. Die Tournee durch acht Länder auf drei Kontinenten umfasste auch mehrere Auftritte auf bekannten Festivals. Zu diesen gehören u. a. Rock in Vienna, Download, FortaRock, Fuji Rock Festival, Rock in Japan, Rising Sun Rock Festival und Summer Sonic. Während der Tour machte die Band Halt in Columbus (Ohio) und nahm an den Alternative Press Music Awards 2016 teil. Nachdem sie dort zunächst Karate vorgetragen hatte, betrat Rob Halford (Sänger von Judas Priest) die Bühne und präsentierte zusammen mit Babymetal die Lieder Painkiller und Breaking the Law, wobei Mizuno und Kikuchi beim letzten Lied erstmals überhaupt in der Öffentlichkeit Gitarre spielten.
Den Abschluss der Tournee bildeten zwei Konzerte im Tokyo Dome am 19. und 20. September 2016 („Red Night“ und „Black Night“). Sie waren beide ausverkauft und zogen zusammen rund 110.000 Zuschauer an. Sowohl das Eröffnungskonzert als auch die beiden Abschlusskonzerte wurden als Live-Alben veröffentlicht: Live at Wembley am 23. November 2016 und Live at Tokyo Dome am 1. April 2017. Im Dezember 2016 begleitete Babymetal die Red Hot Chili Peppers auf ihrer The Getaway World Tour als Vorgruppe bei einigen Konzerten in Großbritannien. Beim Konzert in der Londoner O2 Arena spielte Schlagzeuger Chad Smith zusammen mit der Band Cover-Versionen der Judas-Priest-Lieder Painkiller und Breaking the Law. Im Januar 2017 spielte Babymetal als Vorgruppe von Metallica im Gocheok Sky Dome in Seoul, danach von Guns n’ Roses an vier Orten in Japan. Im April tourte Babymetal erneut mit den Red Hot Chili Peppers, diesmal durch den Südosten der USA. Im Juni folgten mehrere Auftritte im Westen der USA als Vorgruppe von KoЯn. Nach mehreren kleineren Konzerten in Japan, die exklusiv Fanclub-Mitgliedern vorbehalten waren, trat Babymetal im August 2017 bei Summer Sonic erstmals als Headliner auf. Am 2. und 3. Dezember 2017 folgten Auftritte in der Hiroshima Green Arena, die ersten Konzerte in Nakamotos Heimatstadt. Sie dienten als eine Art vorgezogene Seijin-shiki (Volljährigkeitsfeier), da sie drei Wochen später 20-jährig wurde. Bei diesen beiden sehr aufwändig inszenierten Shows fehlte Mizuno krankheitshalber.

### Austritt von Yui Mizuno (2018)
Kurz vor dem Beginn einer weiteren Welttournee wurde am 8. Mai 2018 die Single Distortion veröffentlicht. Bei den Konzerten in den USA fehlte Yui Mizuno ohne Angabe irgendwelcher Gründe seitens des Managements, was bei Fans zu zahlreichen Spekulationen führte. Nach einer Anfrage des Magazins Alternative Press erklärte ein Sprecher von 5B Management, der für Nordamerika zuständigen Künstleragentur: „Yuimetal bleibt ein Mitglied der Band, wird aber nicht bei der laufenden US-Tournee dabei sein“. Die Antwort deutete vage ein „neues Narrativ für die Zukunft der Band“ an, das sich noch in der Entwicklung befinde. Mizuno fehlte auch bei der Europatournee im Juni, die unter anderem Auftritte beim Download Festival sowie bei Rock am Ring und Rock im Park umfasste. Am 19. Oktober 2018 gab die Band eine neue Single namens Starlight heraus. Am selben Tag veröffentlichte Amuse auf der Bandwebsite die Mitteilung, dass Mizuno aus gesundheitlichen Gründen aus der Band ausgetreten sei. Sie selbst ließ verlauten, dass sie in naher Zukunft eine Solokarriere anstreben wolle, sobald sie wieder gesund sei. Zu diesem Zeitpunkt war sie bereits seit einem Jahr nicht mehr in der Öffentlichkeit aufgetreten.
Am 30. Oktober 2018 veröffentlichte Z2 Comics Apocrypha: The Legend of Babymetal, ein von GMB Chomichuk gezeichnetes Graphic Novel. Es erzählt die Geschichte der drei Mädchen von Babymetal, die durch verschiedene Zeitepochen reisen, um das Böse zu bekämpfen. Die Tour des Jahres 2018 fand im Dezember ihren Abschluss, mit Auftritten in Singapur (mit Judas Priest), Japan (mit Sabaton) und Australien.

### Metal Galaxy (2019)
Das Management kündigte am 1. April 2019 auf Twitter an, dass das dritte Studioalbum im späteren Verlauf des Jahres erscheinen werde; hinzu kam die Ankündigung des ersten Teils einer neuen Welttournee. Am 10. Mai folgte die Veröffentlichung der Single Elevator Girl, jedoch ohne dazu gehörendes Musikvideo. Am 28. Juni wurde bekannt, dass das neue Album Metal Galaxy heißt und am 11. Oktober erscheint (in Japan drei Tage zuvor). Ebenfalls am 28. Juni, am Tag des Tourneebeginns, erschien der Song Pa Pa Ya!! als Digital-Single. Es handelt sich dabei um eine Kooperation von Babymetal mit dem thailändischen Rapper F.Hero. Das Musikvideo dazu war ab 1. Juli zu sehen und war nur drei Tage zuvor beim Tourneeauftakt in der Yokohama Arena aufgenommen worden. Dazwischen traten Babymetal am 30. Juni beim berühmten Glastonbury Festival in Großbritannien auf, als erste japanische Gruppe überhaupt auf einer der Hauptbühnen.
Seit Beginn der Tournee besteht die Gruppe wieder aus drei Frontfrauen, wobei Mizunos Position bis auf weiteres von drei Tänzerinnen besetzt wird, die sich im Rotationsprinzip abwechseln und keine Gesangsparts übernehmen. Es handelt sich dabei um Riho Sayashi, die von 2011 bis 2015 Mitglied der Girlgroup Morning Musume gewesen war, um Kano Fujiihira, seit 2015 Mitglied von Sakura Gakuin sowie um Momoko Okazaki, ehemaliges Mitglied von Sakura Gakuin. Zusammen werden sie als Avengers („Rächerinnen“) bezeichnet.

### The Other One (2023)
Ab Oktober 2022 erschienen fünf Digital-Singles: Divine Attack, Monochrome, Metal Kingdom, Light and Darkness und Mirror Mirror. Das vierte Album The Other One erschien am 24. März 2023, wobei es sich um ein Konzeptalbum handelt. Im Jahr 2023 spielten Babymetal im Vorprogramm der „Tour to end all Tours“ von Sabaton. Im Vorfeld der Tour verkündeten Babymetal während ihres Konzertes in Yokohama, dass Momoko Okazaki offiziell als neues Mitglied in die Gruppe aufgenommen wurde und unter dem Bühnennamen Momometal agieren werde.
Zusammen mit der deutschen Band Electric Callboy veröffentlichte Babymetal im Mai 2024 das Lied Ratatata, welches zum offiziellen Themesong von WWE Bash in Berlin wurde.

## Musikstil
Das Management und die Band definieren den Stil von Babymetal als neues Genre namens Kawaii Metal – abgeleitet von kawaii (かわいい), was mit „niedlich“ oder „entzückend“ übersetzt werden kann. Sie vertreten den Standpunkt, dass es sich hierbei um eine Verschmelzung verschiedener Metal-Stile mit dem J-Pop und der Idol-Szene (aidoru) handelt. In der Musikpresse wird die Band am häufigsten mit den Genres Speed Metal, Death Metal, Black Metal, Industrial Metal, EDM und J-Pop in Verbindung gebracht. In einigen Liedern werden stellenweise Musikstile eingeflochten, die mit Metal inkompatibel scheinen, wie z. B. Reggae oder Hip-Hop. Auf ihrem zweiten Album experimentierte die Band mit Folk Metal, Metalcore, Progressive Metal und Ska.
Das Magazin Metal Obsession schrieb in seinem Review des Debütalbums: „[Babymetal] hat Metal niedlich gemacht, ohne dass er dabei seine Schärfe eingebüßt hätte.“ Die Musik sei auch für Leute geeignet, die Metal eigentlich nicht mögen. Die Website MTV81 lobte die „zum Headbangen verleitende pure Energie“ und beschrieb den Stil als Mischung „von grundverschiedenen Metalstilen und Idol-Pop, die Musik kreiert, die sowohl in stimmbandzerfetzendem Kreischen als auch in knuddeligen Refrains verankert ist“. Metal Hammer meinte zum Erfolgsrezept von Babymetal: „Kurze Röcke, Schulmädchen-Charme und piepsige Stimmen – genau wie in den Manga-Comics. Doch sie vermischen das Ganze mit Metal. Slams, Breaks und Soli werden in einen Topf mit quietschigen Techno-Melodien geballert. Klingt seltsam, ist aber so.“
Die überwiegend japanisch- und gelegentlich englischsprachigen Liedtexte weichen thematisch beträchtlich von jenen typischer Metal-Bands ab und sind – ganz im Gegensatz zur begleitenden Musik – überwiegend deutlich weniger aggressiv. Sie befassen sich mit Alltagsproblemen, Schokolade und Kaugummi, der Angst vor Gewichtszunahme, Selbstmotivation, dem Kampf gegen Mobbing, dem Besuch des ersten Metalkonzerts oder dem japanischen Frauenideal.

## Liveauftritte

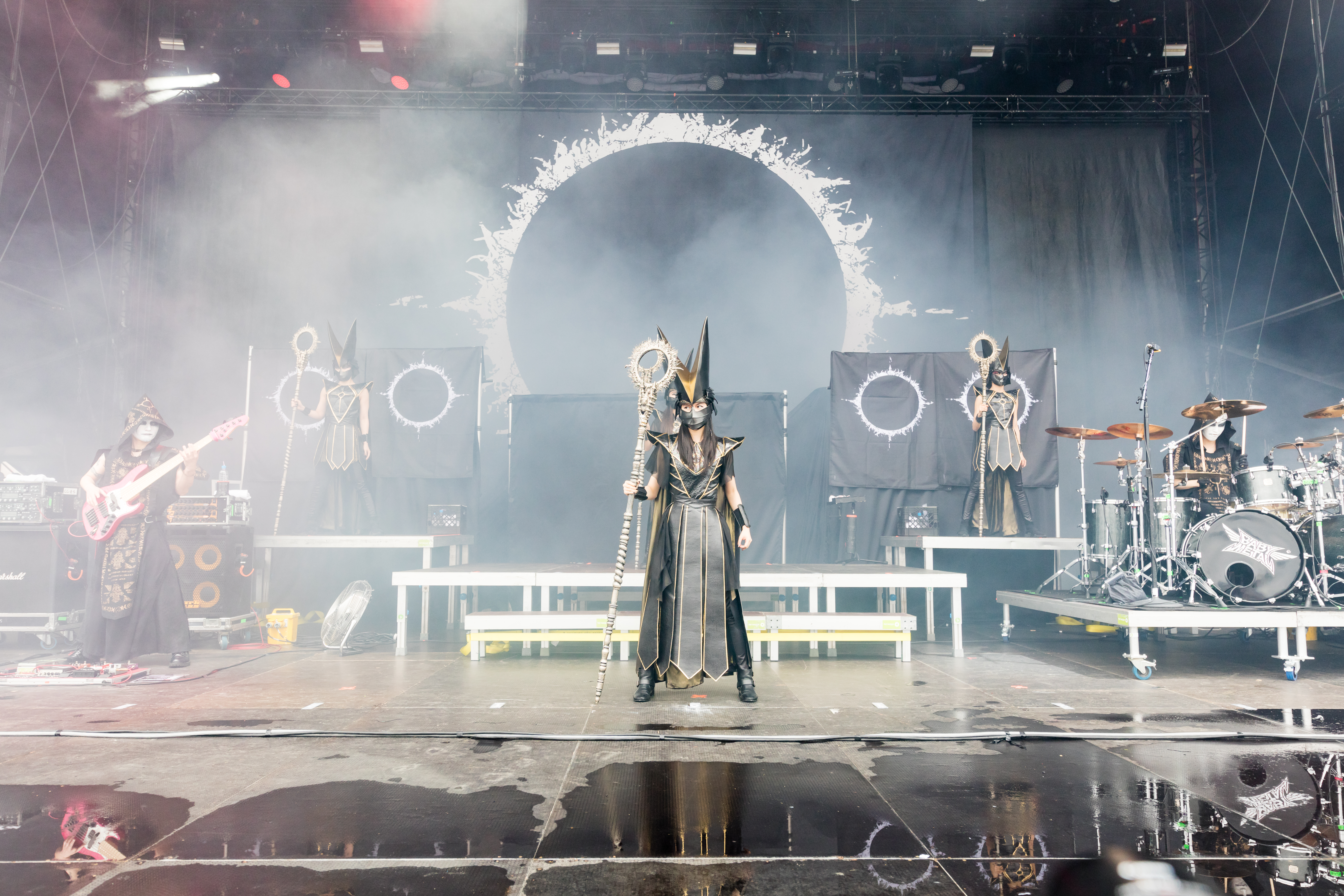
Babymetal spielen beim Rock am Ring (2018)

Suzuka Nakamoto (Su-metal) ist die Leadsängerin von Babymetal. Sie besitzt eine klare, ausdrucksstarke Sopran-Stimme und gilt innerhalb der japanischen Idol-Szene als eine der besten Sängerinnen überhaupt. Moa Kikuchi (Moametal) und – bis zu ihrem Austritt – Yui Mizuno (Yuimetal) steuert entweder Backgroundgesang oder Screams bei. Bei einigen Liedern steht nur Nakamoto mit den Musikern auf der Bühne und singt solo. Einige gesangstechnisch weniger anspruchsvolle Lieder wurden von Mizuno und Kikuchi im Duett (d. h. ohne Nakamoto) gesungen; sie bildeten dabei eine Subgruppe namens Black Babymetal.
Bei Konzerten wird Babymetal von einer Begleitband unterstützt. In der Anfangszeit waren dies die Babybones – eine Gruppe namenloser Individuen in Ganzkörper-Skelettkostümen, die zu Backing Tracks eine Live-Performance nachahmten. Im Oktober 2012 kam erstmals eine echte Live-Band zum Einsatz, deren Mitglieder sich als Gods of Metal („Metal-Götter“) bezeichneten und bald allgemein unter der davon abgeleiteten japanischen Bezeichnung Kami Band bekannt waren. Etwa ein Jahr lang wechselten sich beide Formationen ab, seit Anfang 2014 tritt ausschließlich die Kami Band auf.
Eine Besonderheit der Live-Auftritte von Babymetal sind die synchronen Tänze, die parallel zum Gesang präsentiert werden – typisch im japanischen Idol-Pop, aber völlig ungewöhnlich im Metal-Genre. Jedes Lied besitzt eine eigene, zum Teil sehr komplexe Choreografie, die bis ins Detail einstudiert ist und zuweilen theatralische Züge annimmt. Die Hauptlast des Tanzens tragen Kikuchi und seit 2023 Okazaki (bzw. bis 2018 Mizuno und in der Zwischenzeit eine Ersatztänzerin), während Nakamoto als Leadsängerin die zentrale Position einnimmt und ein weniger anstrengendes Tanzpensum absolviert. Kreiert werden die Tänze von der Choreografin Mikiko Mizuno, die neben Babymetal unter anderem die Gruppen Elevenplay, Perfume und Sakura Gakuin betreut. Die Bühnenkostüme sind von der in Japan populären Gothic-Lolita-Modeszene inspiriert. Sie bestehen üblicherweise aus Rüschenröcken in schwarzer Farbe sowie einem metallisch glänzenden Oberteil, das einer Rüstung nachempfunden ist.
An Stelle der „Pommesgabel“ verwenden Bandmitglieder und Fans den Fuchs (kitsune) als Handzeichen. In der Anfangszeit von Babymetal wurden den drei Mädchen Fotos des in der Metal-Szene üblichen Handzeichens gezeigt. Sie hielten es jedoch fälschlicherweise für einen Fuchskopf und schufen so ein eigenes Zeichen. Auf dieser Basis kreierte das Management eine fiktive Sagengestalt namens Fox God (Kitsune-sama), die der Band „göttliche Inspiration“ gibt; viele Fanartikel beziehen sich ebenfalls darauf.

## Mitglieder

### Hauptmitglieder
| Bühnenname | Wirklicher Name               | Position                                              | Geburtsdatum             |
| ---------- | ----------------------------- | ----------------------------------------------------- | ------------------------ |
| Su-metal   | Suzuka Nakamoto (中元 すず香) | Leadgesang, sporadisch Backgroundgesang               | 20. Dez. 1997 (27 Jahre) |
| Moametal   | Moa Kikuchi (菊地 最愛)       | Backgroundgesang, sporadisch Leadgesang               | 4. Juli 1999 (26 Jahre)  |
| Momometal  | Momoko Okazaki (岡崎 百々子)  | Backgroundgesang, sporadisch Leadgesang bzw. Growling | 3. März 2003 (22 Jahre)  |

### Ehemaliges Mitglied
| Bühnenname | Wirklicher Name        | Position                                | Geburtsdatum             | aktiv     |
| ---------- | ---------------------- | --------------------------------------- | ------------------------ | --------- |
| Yuimetal   | Yui Mizuno (水野 由結) | Backgroundgesang, sporadisch Leadgesang | 20. Juni 1999 (26 Jahre) | 2010–2018 |

### Kami Band

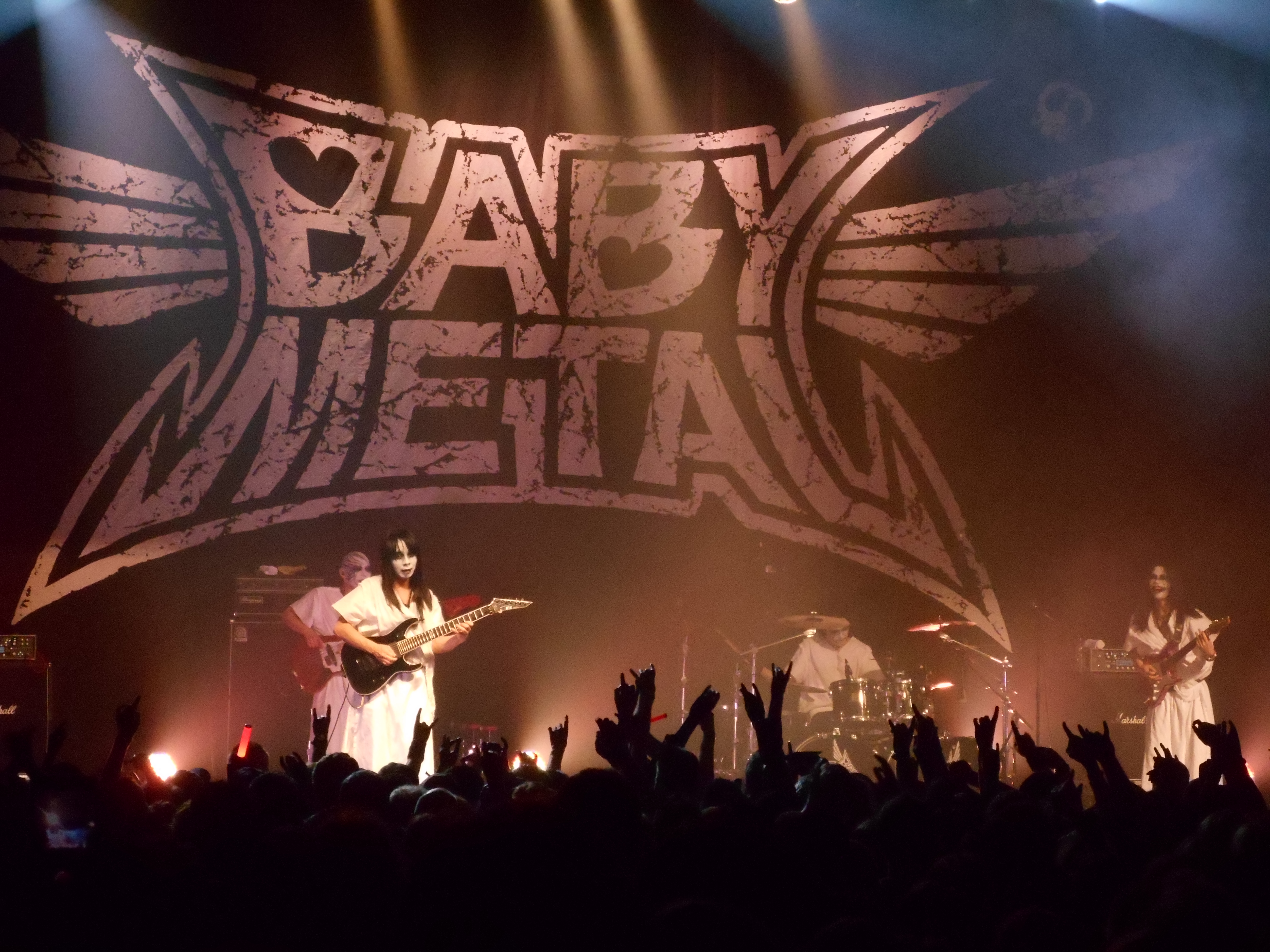
Die Kami Band in Toronto (2015). Von links nach rechts: BOH, Fujioka, Aoyama und Ōmura

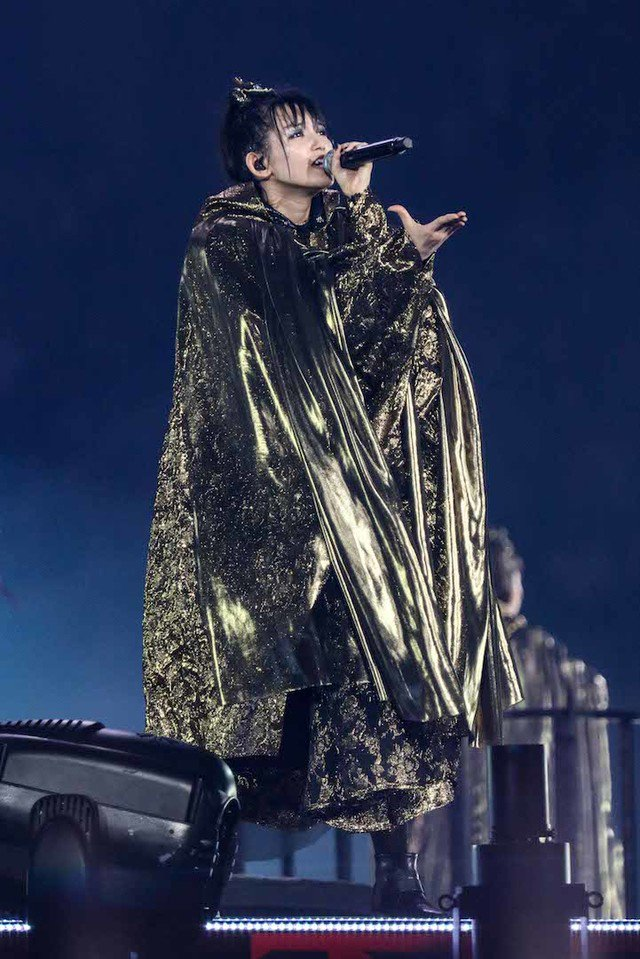
Suzuka Nakamoto (Su-metal) im Tokyo Dome (September 2016)

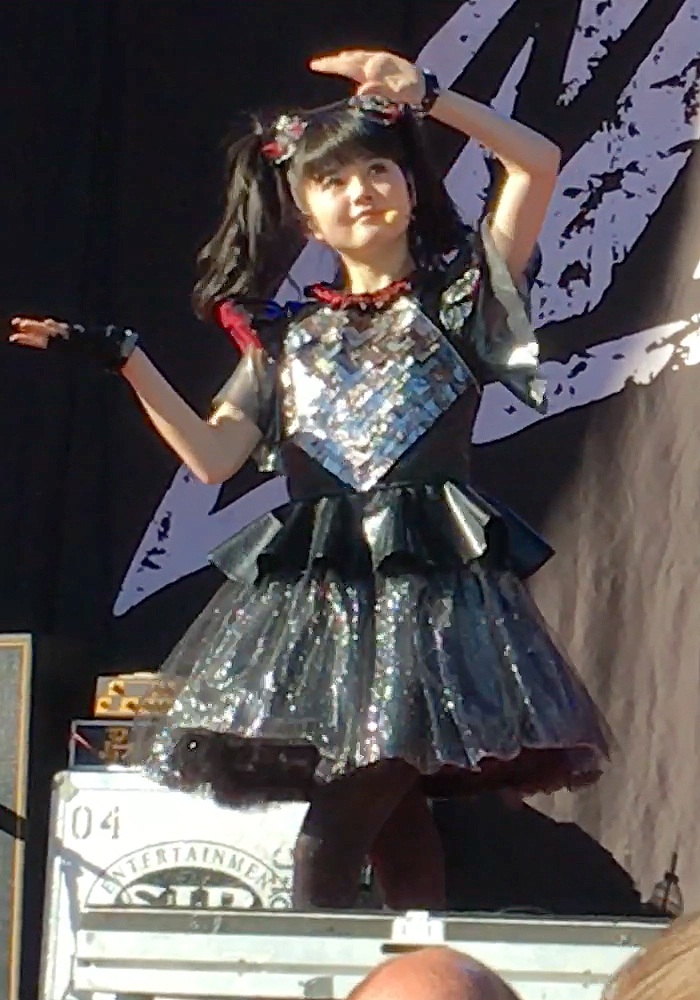
Yui Mizuno (Yuimetal) während der USA-Tournee im Juni 2017

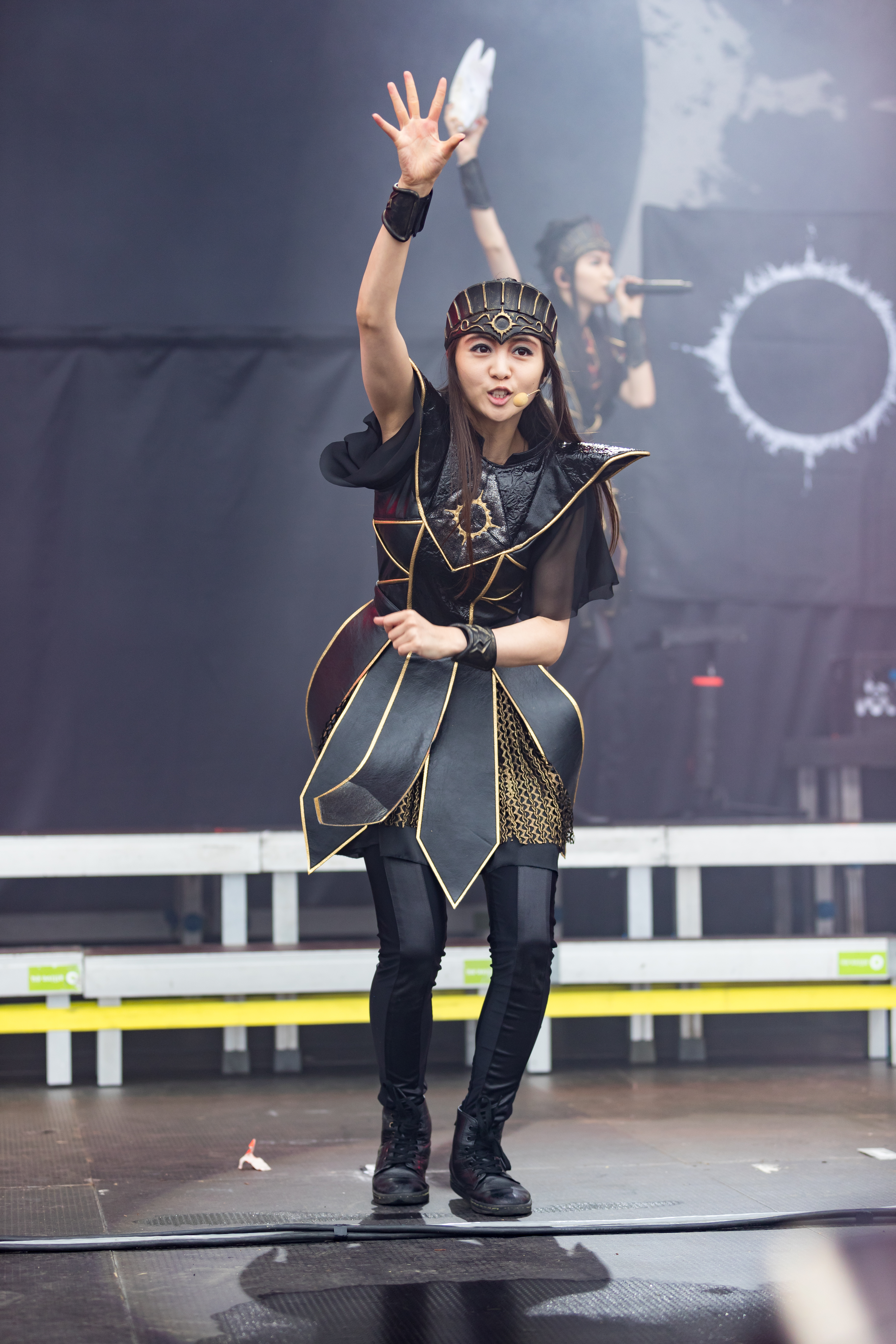
Moa Kikuchi (Moametal) bei Rock am Ring im Juni 2018

Die Begleitband von Babymetal bei Live-Auftritten ist die Kami Band (jap. 神バンド, Kami bando), die aus etablierten Sessionmusikern zusammengesetzt ist. Sie treten meist mit Corpsepaint und weißen Gewändern auf, seit 2019 tritt die Kamiband ausschließlich vollmaskiert auf. Mit Ausnahme der Gitarristen, die sich abwechseln, ist die Besetzung der Kami Band gleich. Ihre aktuellen Mitglieder sind:
- Takayoshi Ōmura: Gitarre (seit 2013)
- Leda Cygnus: Gitarre (seit 2013)
- Isao Fujita: Gitarre (seit 2015)
- BOH: Bass (seit 2013)
- Hideki Aoyama: Schlagzeug (seit 2013)

2019 wurde die von den Fans bezeichnete „Kami Band West“ eingeführt. Sie besteht aus Sessionmusikern aus den USA. Seit Beginn treten sie ausschließlich maskiert auf, Fans deckten die Identitäten kurz nach ihrer Einführung auf. Vor ihrem Engagement als „Kami Band West“ traten vereinzelt Mitglieder bereits als Galactic Empire mit Babymetal auf dem Dark Carnival 2018 Konzert am 28. Oktober 2018 auf. Die Position am Bass wechselte je nach Verfügbarkeit gelegentlich. Ihre aktuellen Mitglieder sind:
- Chris Kelly: Gitarre (seit 2019)
- CJ Masciantonio: Gitarre (seit 2019)
- Clint Tustin: Bass (seit 2019)
- Anthony Barone: Schlagzeug (seit 2019)

Der Gitarrist Mikio Fujioka, auch bekannt als Ko-Gami („kleiner Gott“), gehörte ebenfalls zur Kami Band. Er stürzte am 30. Dezember 2017 von der Plattform einer Sternwarte und erlag am 5. Januar 2018 im Alter von 36 Jahren seinen schweren Verletzungen.

### Ersatztänzerinnen
Nach Mizunos Austritt nahmen Ersatztänzerinnen ihre Position ein, haben aber im Gegensatz zu ihr keine Gesangsanteile übernommen. 2018 ergänzten zwei und mehr Tänzerinnen die Choreografie, wobei sie vom Management nicht offiziell vorgestellt wurden und Fans deren Namen nur durch Nachforschungen in Erfahrung bringen konnten. Es handelte sich um Minako Maruyama und Shōko Akiyama von der Gruppe Elevenplay, die Schauspielerin Minami Tsukui sowie Saya Hirai und Kotono Ōmori.
Für die Welttournee 2019/20 kehrte man zur bewährten Dreierbesetzung zurück, weil dadurch die Choreografie harmonischer wirkt. Dabei wurde die dritte Position (neben Nakamoto und Kikuchi) im Rotationsprinzip von drei Tänzerinnen geteilt, die als Avengers („Rächerinnen“) deutlich prominenter in Szene gesetzt werden. Es waren dies Riho Sayashi (ehemaliges Mitglied von Morning Musume) sowie Kano Fujihira und Momoko Okazaki (ehemaliges Mitglied von Sakura Gakuin). Am 1. April 2023 verkündeten Babymetal während ihres Konzertes in der Pia Arena MM in Yokohama, dass Okazaki offiziell als neues Mitglied in die Gruppe aufgenommen wurde und unter dem Bühnennamen Momometal agieren werde. Da Babymetal mit Momometal wieder wie ursprünglich ein Trio wurde, kam es seitdem zu keinen Auftritten der anderen Avengers mehr.

## Diskografie
Studioalben

| Jahr | Titel Musiklabel                                | Höchstplatzierung, Gesamtwochen, AuszeichnungChartplatzierungen (Jahr, Titel, Musiklabel, Platzierungen, Wochen, Auszeichnungen, Anmerkungen) | Höchstplatzierung, Gesamtwochen, AuszeichnungChartplatzierungen (Jahr, Titel, Musiklabel, Platzierungen, Wochen, Auszeichnungen, Anmerkungen) | Höchstplatzierung, Gesamtwochen, AuszeichnungChartplatzierungen (Jahr, Titel, Musiklabel, Platzierungen, Wochen, Auszeichnungen, Anmerkungen) | Höchstplatzierung, Gesamtwochen, AuszeichnungChartplatzierungen (Jahr, Titel, Musiklabel, Platzierungen, Wochen, Auszeichnungen, Anmerkungen) | Höchstplatzierung, Gesamtwochen, AuszeichnungChartplatzierungen (Jahr, Titel, Musiklabel, Platzierungen, Wochen, Auszeichnungen, Anmerkungen) | Höchstplatzierung, Gesamtwochen, AuszeichnungChartplatzierungen (Jahr, Titel, Musiklabel, Platzierungen, Wochen, Auszeichnungen, Anmerkungen) | Anmerkungen                            |
| Jahr | Titel Musiklabel                                | DE | AT | CH | UK | US | JP | Anmerkungen                            |
| ---- | ----------------------------------------------- | --- | --- | --- | --- | --- | --- | -------------------------------------- |
| 2014 | Babymetal BMD Fox Records, Toy’s Factory        | DE95 (1 Wo.)DE | AT69 (1 Wo.)AT | — | — | US187 (1 Wo.)US | JP4 Gold · (130 Wo.)JP | Erstveröffentlichung: 26. Februar 2014 |
| 2016 | Metal Resistance BMD Fox Records, Toy’s Factory | DE36 (1 Wo.)DE | AT22 (1 Wo.)AT | CH55 (1 Wo.)CH | UK15 (2 Wo.)UK | US39 (2 Wo.)US | JP2 Gold · (48 Wo.)JP | Erstveröffentlichung: 1. April 2016    |
| 2019 | Metal Galaxy BMD Fox Records, Toy’s Factory     | DE18 (1 Wo.)DE | AT30 (1 Wo.)AT | CH46 (1 Wo.)CH | UK19 (1 Wo.)UK | US13 (1 Wo.)US | JP3 Gold · (24 Wo.)JP | Erstveröffentlichung: 11. Oktober 2019 |
| 2023 | The Other One Cooking Vinyl                     | DE24 (1 Wo.)DE | — | CH76 (1 Wo.)CH | UK32 (1 Wo.)UK | — | JP3 (13 Wo.)JP | Erstveröffentlichung: 24. März 2023    |
| 2025 | Metal Forth Capitol Records                     | — | — | — | — | — | — | Erstveröffentlichung: 8. August 2025   |

## Auszeichnungen
| Jahr | Auszeichnung                         | Kategorie                           | für                | Resultat  |
| ---- | ------------------------------------ | ----------------------------------- | ------------------ | --------- |
| 2014 | MTV Europe Music Awards 2014         | Wildcard für „Best Japanese Act“    | Babymetal          | Nominiert |
| 2014 | NEO Awards 2014                      | Best Musical Act                    | Babymetal          | Gewonnen  |
| 2015 | CD Shop Awards                       | Grand Prix                          | Babymetal          | Gewonnen  |
| 2015 | Loudwire 4. Annual Music Awards      | Best New Artist                     | Babymetal          | Gewonnen  |
| 2015 | Kerrang! Awards 2015                 | Spirit of Independence Award        | Babymetal          | Gewonnen  |
| 2015 | Metal Hammer Golden Gods Awards 2015 | Breakthrough Award                  | Babymetal          | Gewonnen  |
| 2015 | MTV Europe Music Awards 2015         | Best Japanese Act                   | Babymetal          | Nominiert |
| 2015 | MTV Video Music Awards Japan 2015    | Best Metal Artist                   | Babymetal          | Gewonnen  |
| 2015 | GQ Men of the Year 2015 Award        | Sonderpreis „Entdeckung des Jahres“ | Babymetal          | Gewonnen  |
| 2015 | Vogue Japan                          | Women of the Year 2015              | Babymetal          | Gewonnen  |
| 2015 | NEO Awards 2015                      | Best Musical Act                    | Babymetal          | Gewonnen  |
| 2015 | Loudwire 5th Annual Music Awards     | Most Devoted Fans                   | Babymetal          | Gewonnen  |
| 2015 | Loudwire 5th Annual Music Awards     | Best Live Act                       | Babymetal          | Gewonnen  |
| 2015 | Loudwire 5th Annual Music Awards     | Best Metal Song                     | Road of Resistance | Gewonnen  |
| 2016 | MTV Video Music Awards Japan 2016    | Best Album Japan                    | Metal Resistance   | Gewonnen  |
| 2016 | MTV Video Music Awards Japan 2016    | Best Metal Video Japan              | Karate             | Gewonnen  |
| 2016 | MTV Video Music Awards Japan 2016    | Best Group Video Japan              | Karate             | Nominiert |
| 2016 | Kerrang! Awards 2016                 | Best Live Band                      | Babymetal          | Gewonnen  |
| 2016 | Metal Hammer Golden Gods Awards 2016 | Best International Band             | Babymetal          | Nominiert |
| 2016 | Alternative Press Music Awards 2016  | Best International Band             | Babymetal          | Nominiert |
| 2016 | AIM Independent Music Awards 2016    | Best Live Act                       | Babymetal          | Gewonnen  |
| 2016 | Revolver Music Awards 2016           | Best New Talent                     | Babymetal          | Nominiert |
| 2017 | Loudwire 6th Annual Music Awards     | Best Metal Album                    | Metal Resistance   | Gewonnen  |
| 2017 | Loudwire 6th Annual Music Awards     | Best Metal Song                     | Karate             | Gewonnen  |
| 2017 | Loudwire 6th Annual Music Awards     | Rock Goddess of the Year            | Su-metal           | Gewonnen  |
| 2017 | Loudwire 6th Annual Music Awards     | Best Live Act                       | Babymetal          | Gewonnen  |
| 2017 | Loudwire 6th Annual Music Awards     | Most Devoted Fans                   | Babymetal          | Gewonnen  |
| 2017 | Loudwire 7th Annual Music Awards     | Most Dedicated Fans                 | Babymetal          | Gewonnen  |
| 2017 | MTV Europe Music Awards 2017         | Best Japan Act                      | Babymetal          | Gewonnen  |
| 2020 | MTV Video Music Awards Japan 2020    | Best Album of the Year              | Metal Galaxy       | Gewonnen  |